# 長谷川綾
長谷川 綾（はせがわ あや、1990年10月2日 - ）は、日本のAV女優。
マークスジャパン所属。

## 略歴
- 2010年1月13日、坂下梢（さかした こずえ、1990年4月30日生）名義でMOODYZより『絶叫と笑顔の天使』でAVデビューを果たした。
- 5月17日、長谷川綾改名で宇宙企画よりAVデビュー。

## 人物
- 身長163→165cm、スリーサイズ:B86→88・W58・H88。
- 趣味はショッピング･映画鑑賞･犬と遊ぶこと。特技は、すごく大きな声が出せる･ダンス。

## 作品

### アダルトビデオ

#### 坂下梢 名義
- 『絶叫と笑顔の天使』（2010年1月13日、MOODYZ）
- 『絶叫天使が声出せない！』（2010年2月13日、MOODYZ）
- 『猥褻なカラダ。-裸体接写・濃密SEX-』（2010年3月13日、MOODYZ）

#### 長谷川綾 名義
- Virgin　Love　新人　長谷川綾（2010年5月17日、宇宙企画）
- 学校でしようよ♥　長谷川綾（2010年6月18日、宇宙企画）
- 絶叫Venus　長谷川綾（2010年7月23日、宇宙企画）
- 生中出し　コス姫　長谷川綾（2010年8月20日、宇宙企画）